# Serge Alinhac
Serge Alinhac (* 1948) ist ein französischer Mathematiker, der sich mit partiellen Differentialgleichungen befasst.
Alinhac wurde 1975 an der Universität Paris-Süd in Orsay bei Charles Goulaouic promoviert (Problèmes de Propagations Hyperboliques Singuliers). Er lehrte an der Universität Paris VII (Denis Diderot) und der Purdue University, bevor er 1978 Professor an der Universität Paris-Süd wurde.
Zu seinen Doktoranden gehört Patrick Gérard.

## Schriften
- Hyperbolic Partial Differential Equations, Springer 2009
- Blowup of Nonlinear Hyperbolic Equations, Birkhäuser 1995
- mit Patrick Gérard: Pseudo-Differential Operators and the Nash-Moser Theorem, American Mathematical Society 2007
- Geometric analysis of hyperbolic differential equations: an introduction, London Mathematical Society lecture note series, 374, Cambridge UP 2010